# Stagnofil
Stagnofil (łac. stagno ‘zatrzymuję’, gr. philéō ‘lubię’) – gatunek preferujący wody stojące (np. jeziora, stawy, starorzecza, torfianki) oraz unikający prądów wodnych.